# Island Beskids

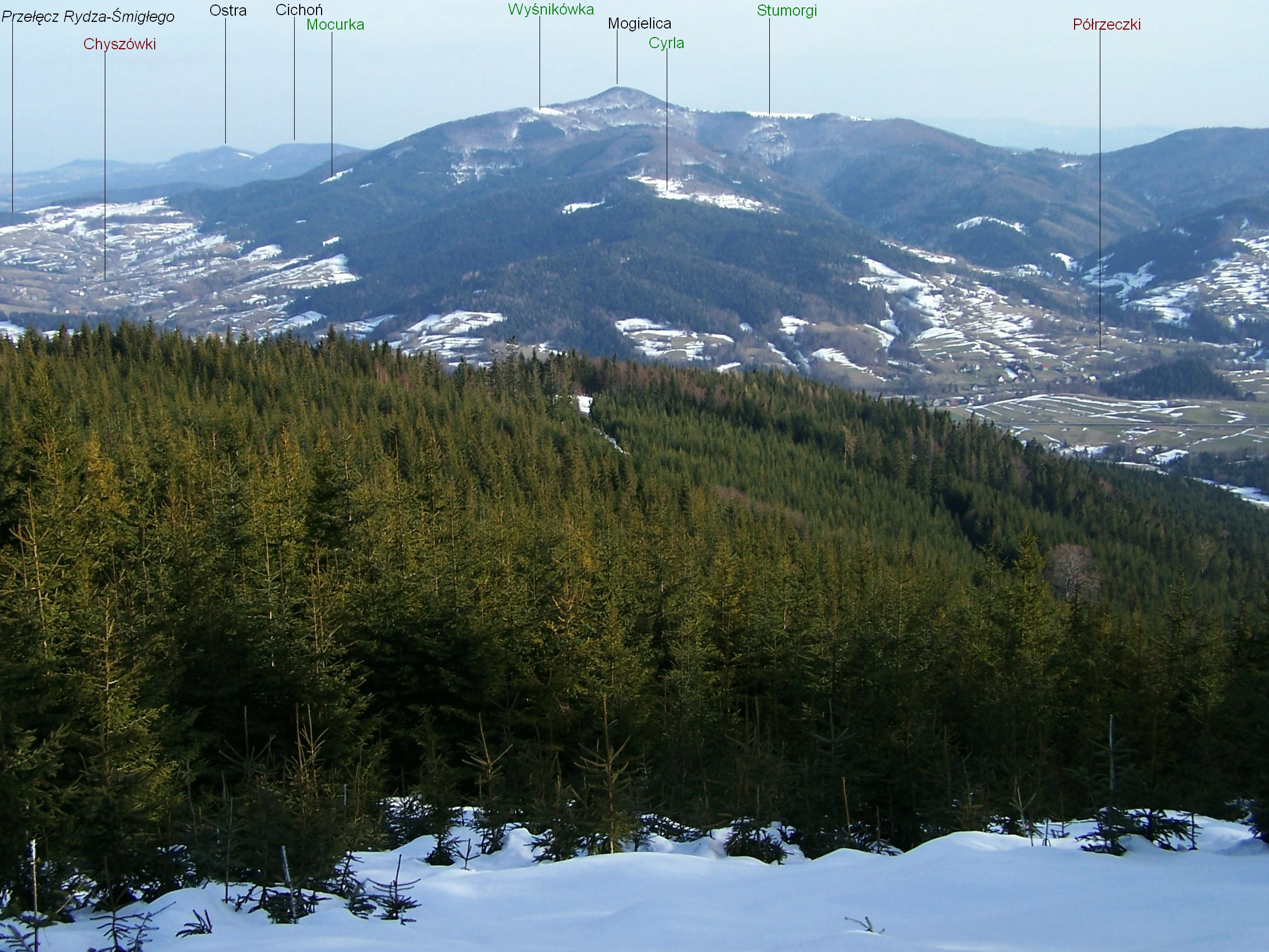
Đỉnh cao nhất, Mogielica (ở giữa hàng trên cùng)

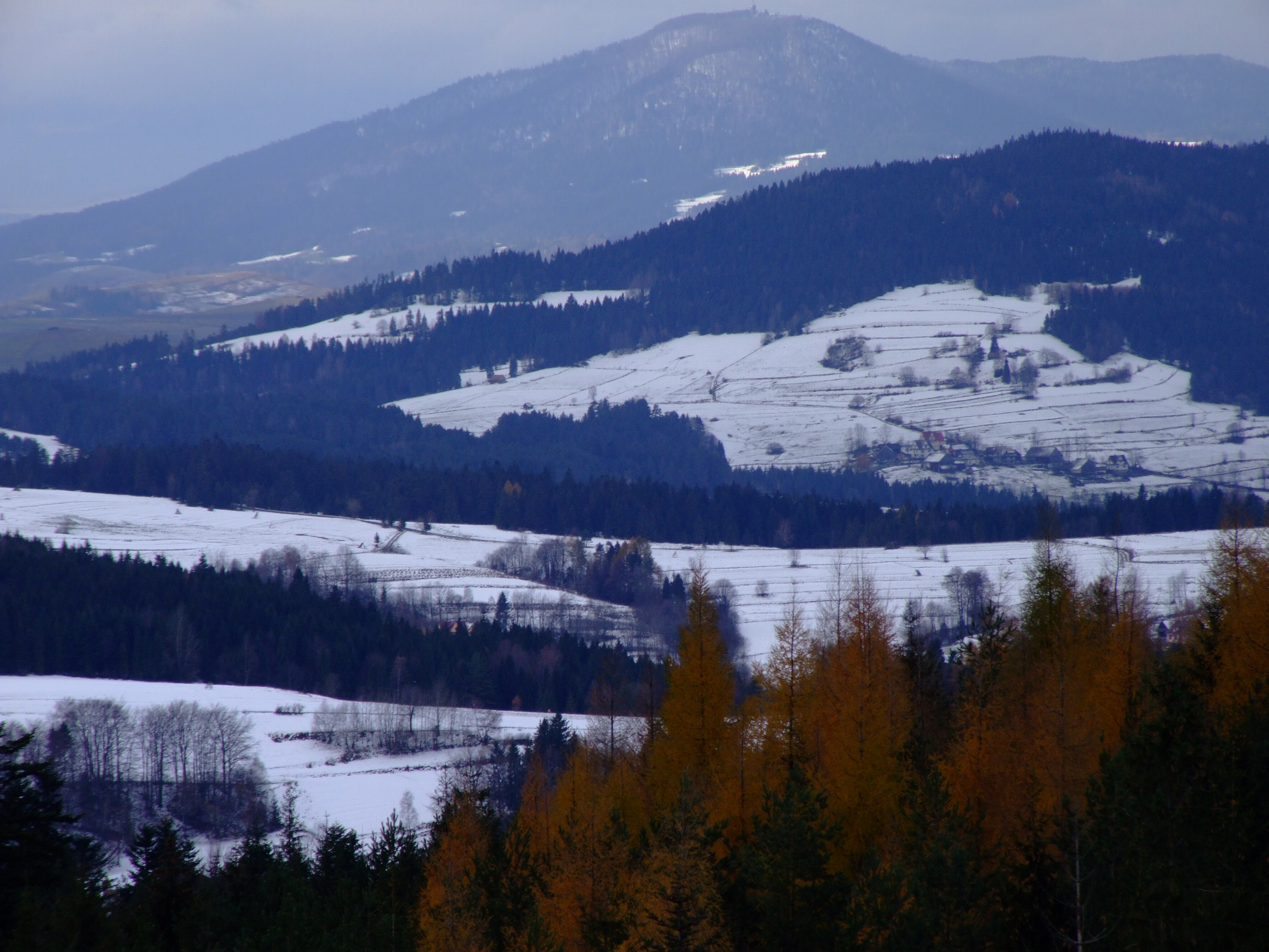
Luboń Wielki (Great Luboń)

Island Beskids (tiếng Ba Lan, Beskid Wyspowy) là một dãy núi ở miền nam Ba Lan, một phần của Tây Beskids của Ngoại Tây Carpathians, với tài nguyên thiên nhiên quan trọng, văn hóa dân gian, lịch sử thời trung cổ và phát triển tài nguyên cho du lịch.
Điểm đặc biệt của khu vực này là các đỉnh riêng biệt, tách biệt, từ đó có được tên của nó. Đỉnh cao nhất là Mogielica (1170 mét). Các đỉnh chính khác bao gồm wilin (1072 mét), Jasien (1052 mét), Modyń (1029 mét), Luboń Wielki (1022 mét) và Krzystonów (1012 mét).
Dự trữ tự nhiên trong phạm vi bao gồm:
- Khu bảo tồn thiên nhiên núi Białowodzka
- Khu bảo tồn thiên nhiên Kamionna
- Khu bảo tồn thiên nhiên Kostrza
- Khu bảo tồn thiên nhiên Luboń Wielki
- Khu bảo tồn thiên nhiên Mogielica (thành lập ngày 12 tháng 3 năm 2011)
- Khu bảo tồn thiên nhiên Śnieżnica

Các làng trong phạm vi bao gồm Szczyrzyc.